# ريناتا فاست
ريناتا فاست هي لاعبة هوكي الجليد كندية، ولدت في 6 أكتوبر 1994 في هاميلتون في كندا.

## وصلات خارجية
- الموقع الرسمي
- ريناتا فاست على موقع دوري الهوكي الوطني (الإنجليزية)
- ريناتا فاست على موقع EliteProspects.com (الإنجليزية)
- ريناتا فاست على موقع اللجنة الأولمبية الدولية (الإنجليزية)
- ريناتا فاست على موقع أوليمبيديا (الإنجليزية)
- ريناتا فاست على موقع اللجنة الأولمبية الكندية (الإنجليزية)